# Klingon, j'arrive
Klingon, j'arrive (en France) ou Le Barbant de Séville (au Québec) (My Big Fat Geek Wedding) est le 17e épisode de la saison 15 de la série télévisée d'animation Les Simpson.

## Synopsis
Edna Krapabelle et Seymour Skinner vont se marier. Lors de la soirée qui précède son mariage, Skinner confie qu'il n'a pas très envie de se marier.
Au gymnase de l'école, reconvertie en église, Edna Krapabel entend l'amertume de Skinner et s'enfuit de la salle. Skinner, déprimé, va tout faire pour revenir avec Edna, qui est partie avec le vendeur de bandes dessinées...